# بيل نيلسون (رسام)
بيل نيلسون (بالإنجليزية: Bill Nelson)‏ هو عازف قيثارة وملحن ومنتج أسطوانات ورسام وكاتب أغاني بريطاني، ولد في 18 ديسمبر 1948 في ويكفيلد في المملكة المتحدة.

## وصلات خارجية
- الموقع الرسمي
- بيل نيلسون على موقع IMDb (الإنجليزية)
- بيل نيلسون على موقع ميوزك برينز (الإنجليزية)
- بيل نيلسون على موقع أول ميوزيك (الإنجليزية)
- بيل نيلسون على موقع ديسكوغز (الإنجليزية)